# 里瓦斯-巴西亚马德里德
里瓦斯-巴西亚马德里德（西班牙語：Rivas-Vaciamadrid；西班牙語發音：[ˈriβaz βaθjamaˈðɾið]），是西班牙马德里自治区的一个市镇。总面积67平方公里，总人口83767人（2017年），人口密度1243人/平方公里。

## 图集

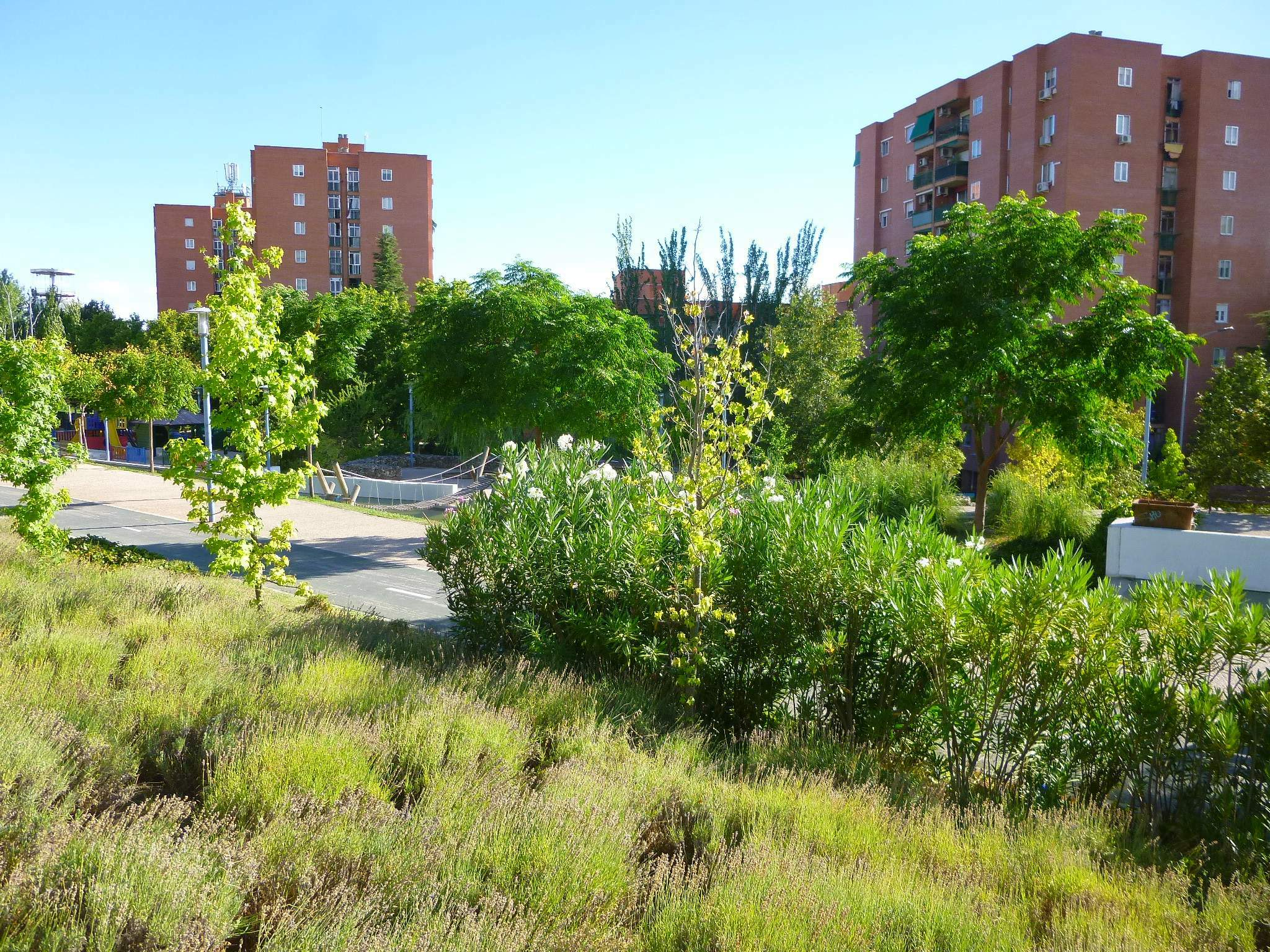
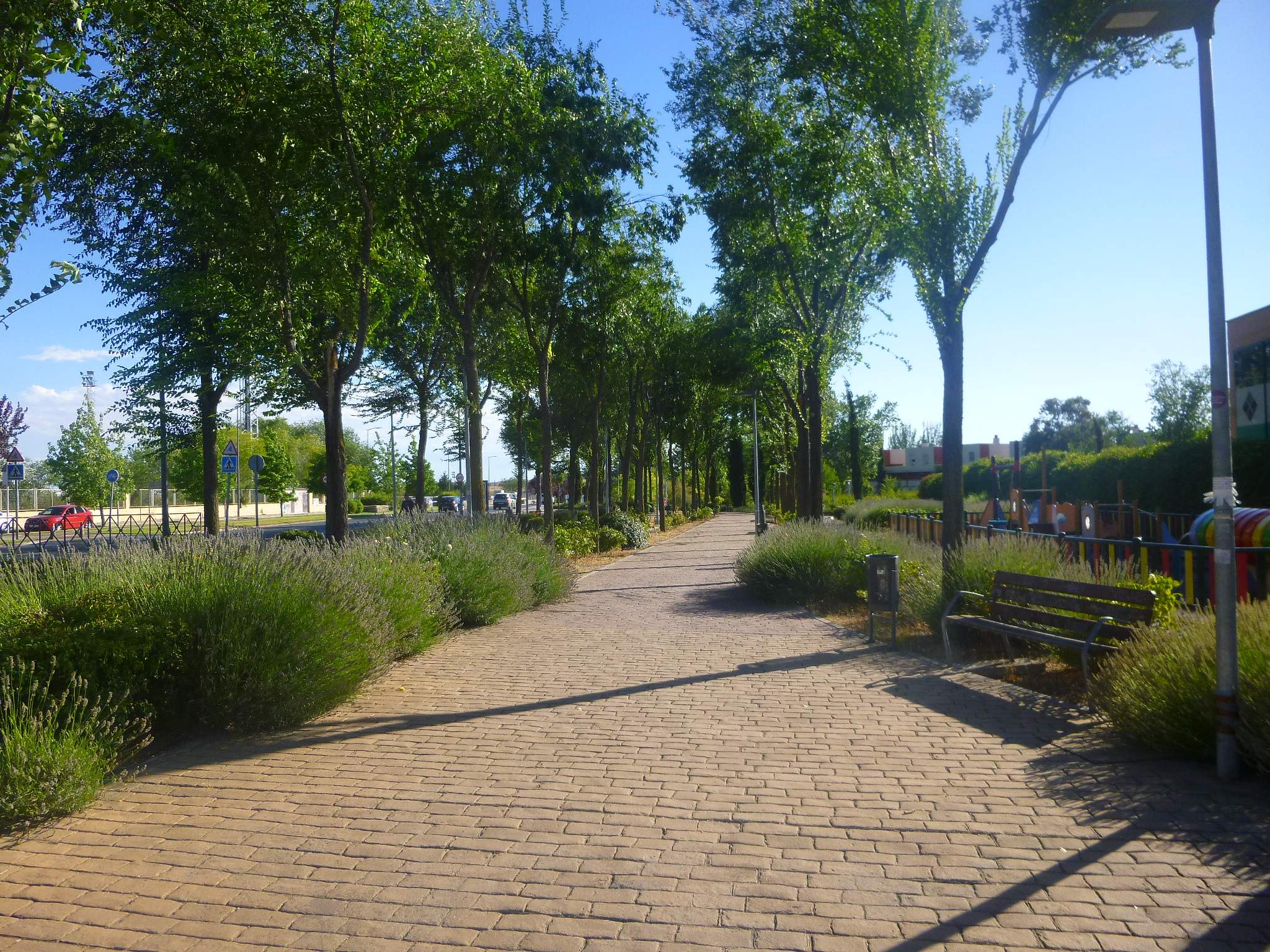
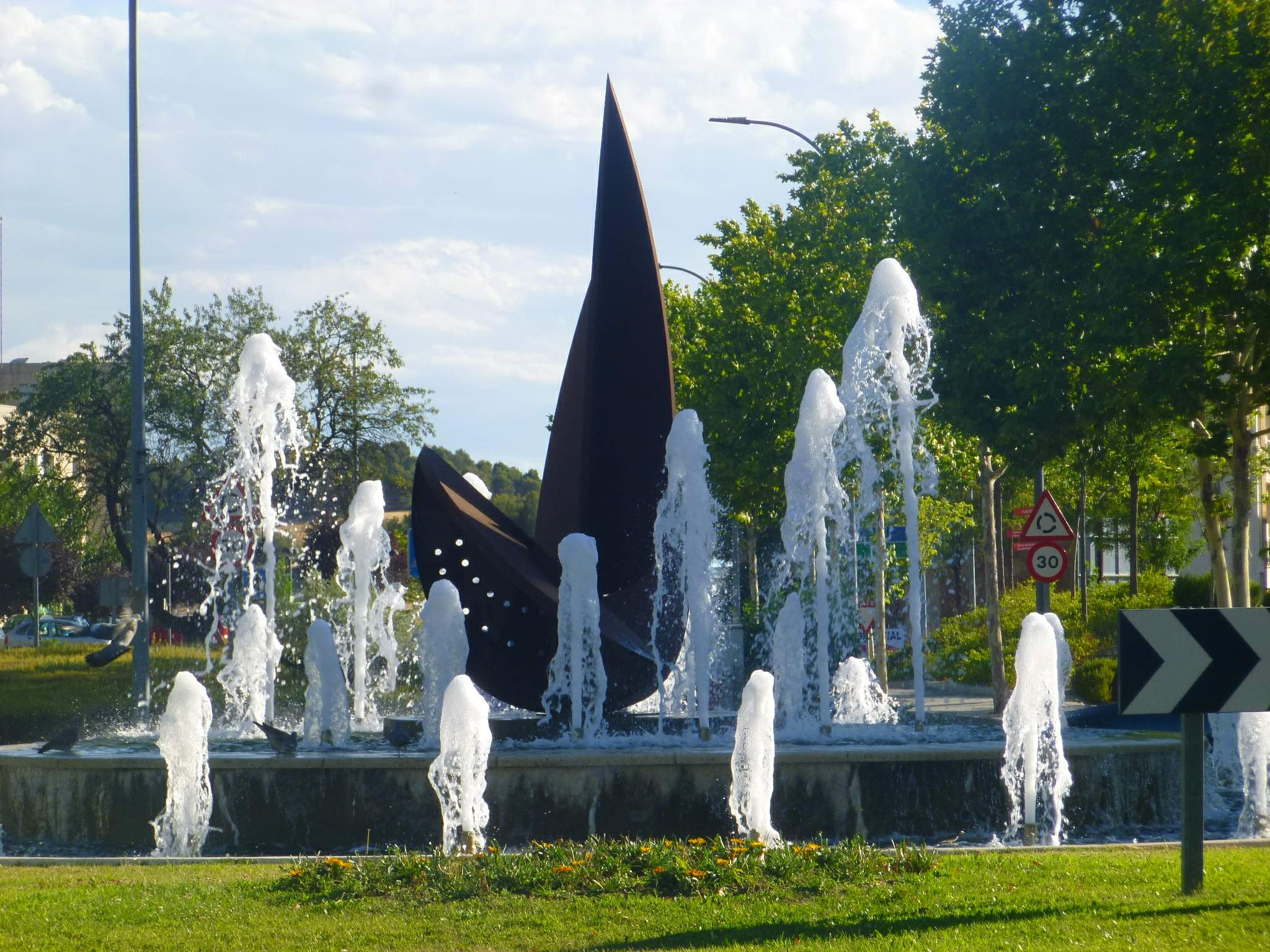
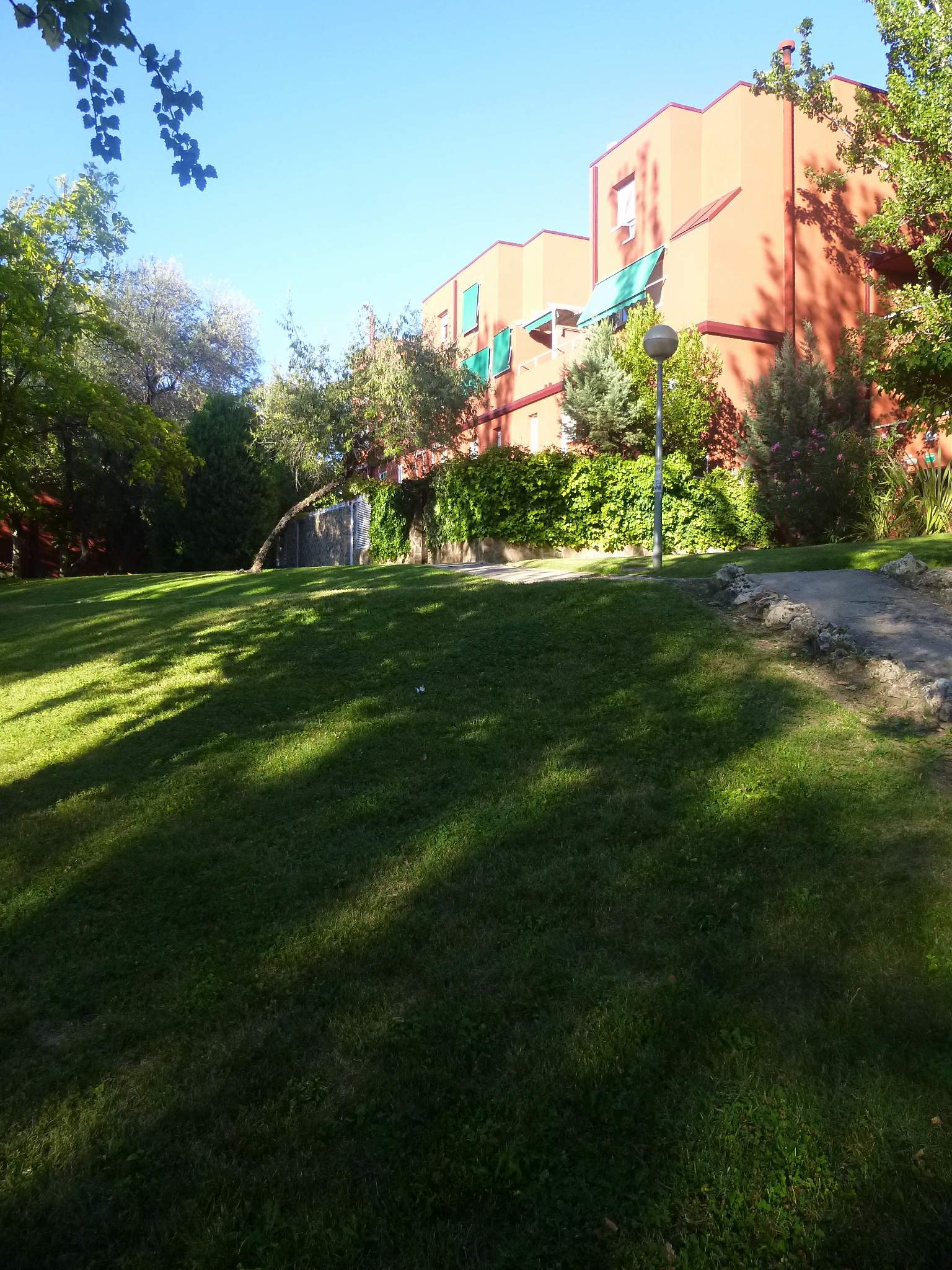

## 人口
| 里瓦斯-巴西亚马德里历史人口 |
|                             |
| 来源：INE                   |